# Manstein (nobleza)
Manstein es el apellido de una antigua familia noble prusiana de la que descienden numerosos altos oficiales y generales desde el siglo XVIII hasta el XX.

## Historia
La dinastía aparece documentada por primera vez en el año 1308 y después en 1311 con Mansto, nobilis de Samethia (Samogitia), a quien el obispo Eberhard von Warmia confirmó la propiedad de 25 hectáreas de tierra en Schardeniten (Schardenigk, cerca de Seeburg) el 24 de abril de 1321. Los Von Manstein estaban vinculados por lazos de sangre con la familia Von Steinmann.
Según el escritor polaco Leopold Zedlitz-Neukirch, los Von Manstein estaban emparentados por descendencia con la familia von Steinmann.

## Escudo de armas
El escudo, de línea divisoria horizontal, muestra, arriba, en rojo (o en dorado), un perro sobre dos patas de color rojo y plata (o negro), abajo sombreado de rojo y plata por debajo. Sobre el yelmo, con lambrequines rojos y plateados, se erige el perro mayor. Podía adoptar diversas variantes, como las que aparecen a continuación.
|  |
|  |

|  |
|  |

### Posesiones
Alrededor de 1700, la familia Von Manstein era propietaria de la finca Juckstein, en el antiguo distrito rural de Ragnit. En 1727, sus parientes eran propietarios de Kaukern, en el distrito de Cherniajovsk, y de Thomsdorf, en el de Bagrationovsk. En 1747, la familia Von Manstein era propietaria de Laack, en Estonia, y en 1781, de Eichstädt, en el distrito de Osthavelland, en la provincia de Brandeburgo, de Fuchswinkel, cerca de Nysa, y de Kaschewen, cerca de Wohlau, en Silesia. Esporádicamente, algún miembro poseía en régimen de usufructo Pudliszki, en el distrito de Kröben, en la provincia de Posen.

### Miembros ilustres
La línea genética produjo importantes personalidades que alcanzarían elevados rangos en el escalafón militar, especialmente como oficiales del ejército prusiano. Algunos de los más relevantes fueron:
- Ernst Sebastian von Manstein (1678-1747) como teniente general imperial ruso y gobernador de Tallin.
- Su hijo Christoph Hermann von Manstein (1711-1757) era fruto de su matrimonio con una hija de la familia Ditmar. Al igual que su padre, sirvió inicialmente en Rusia, pero entró en el servicio prusiano en 1745 y murió en 1757 siendo general de división prusiano.
- Leopold Sebastian von Manstein (1717-1777), seis años menor, se convirtió en jefe del regimiento de coraceros Von Horn en 1762 y fue ascendido a general de división en 1764. Recibió la máxima distinción prusiana al valor, la condecoración Pour le Mérite, de manos del rey Federico II. En 1768 fue nombrado gobernador de Tilsit (hoy Sovetsk) y, en 1770, de Koszalin.[3]
- Albrecht Gustav von Manstein (1805-1877), descendiente de Christoph Hermann, llegó a ser teniente general y comandante de la 6.ª División en 1863. También recibió (en 1866) la orden Pour le Mérite por sus servicios durante la guerra de los Ducados y la guerra austro-prusiana. En 1867 fue nombrado comandante general del IX Cuerpo de Ejército y, en 1868, ascendido a general de Infantería. Era abuelo adoptivo de Erich von Lewinski, bautizado Erich von Manstein (1887-1973), mariscal de campo en la Segunda Guerra Mundial.

También cabe mencionar (por orden alfabético, citando solo los nombres de pila) a:
- Alexander Sebastian, comandante, 20 de julio de 1794 receptor[5] de la Orden Pour le Mérite
- Ernst (1794-1876), teniente general prusiano
- Georg Friedrich (1702-1757), comandante en jefe prusiano
- Georg (1844-1913), teniente general prusiano
- Hermann Johann Ernst (1742-1808), teniente general prusiano; ayudante general
- Johann Bernhard (1740-1816), general de división prusiano
- Johann Dietrich (1706-1759), comandante en jefe prusiano
- Johann Gottlieb Wilhelm (1729-1800), teniente general prusiano
- Richard Viktor (1838-1896), oficial confederado estadounidense (como Richard Manston)
- Samuel Alexander (1773-1851), general de división prusiano
- Wilhelm Dietrich (1741-1809), general de división prusiano